# Temple Hill (kulle i Irland)
Temple Hill är en kulle i republiken Irland.   Den ligger i grevskapet County Limerick och provinsen Munster, i den centrala delen av landet, 170 km sydväst om huvudstaden Dublin. Toppen på Temple Hill är 566 meter över havet. Temple Hill ingår i Galty Mountains.
Terrängen runt Temple Hill är kuperad åt sydost, men åt nordväst är den platt.Runt Temple Hill är det ganska tätbefolkat, med 56 invånare per kvadratkilometer. Närmaste större samhälle är Mitchelstown, 9,3 km söder om Temple Hill. Trakten runt Temple Hill består i huvudsak av gräsmarker.